# Masacre del Instituto Politécnico de Kerch de 2018
La masacre del Instituto Politécnico de Kerch fue un ataque ocurrido el miércoles 17 de octubre de 2018 en dicho lugar, en Crimea. Como consecuencia del incidente, 20 estudiantes murieron y 67 resultaron heridos.
El hecho fue inicialmente calificado como "atentado terrorista" por la policía rusa. Sin embargo, luego lo trató de "asesinato masivo". Por otro lado, la policía de la República Autonónoma de Crimea calificó el ataque de "terrorista".

## Ataque
Alrededor de las 11:40 horas, un joven entró al Instituto Politécnico de Kerch y comenzó a disparar con su arma indiscriminadamente contra los estudiantes y profesores en el segundo piso de uno de los edificios del colegio. El tiroteo duró aproximadamente 15 minutos. Luego bajó al primer piso, en donde está ubicada la cafetería de la escuela, y detonó una bomba.
Después de la primera explosión y el tiroteo, el atacante colocó varios artefactos explosivos en el campus.
Cuando el atacante se quedó sin municiones, se suicidó con la última bala de su arma en la biblioteca del instituto. En ese mismo lugar, dejó un artefacto explosivo más.

## Investigaciones
En un principio, Rusia trató el hecho como "atentado terrorista", pero después se lo calificó de asesinato masivo. En tanto, la Fiscalía de la República Autónoma de Crimea, ubicada en Kiev (Ucrania), inició una causa penal por el delito de "acto de terrorismo que condujo a la muerte de personas", en virtud del artículo 258, parte 3 del Código Penal de Ucrania.
El atacante habría comprado el arma que utilizó en el ataque el 8 de septiembre y las municiones el 13 de octubre.
Las imágenes de vigilancia del complejo capturaron durante el incidente a Roslyakov (el perpetrador), portando una escopeta de acción de bombeo Hatsan Escort Aimguard con empuñadura de pistola y llevaba vestido pantalones negros y una camiseta blanca. 
La semejanza de su atuendo con el de Eric Harris, uno de los autores de la masacre de Columbine, y la semejanza de sus acciones, dio a la policía rusa razones para suponer que la masacre fue un crimen imitador.

## Fallecidos
- Stepanenko Sergey - 15 años
- Karimov Roman - 21 años
- Ustenko Lyudmila - 65 años, Profesor
- Perepelkin Egor - 19 años
- Anna Zhuravleva - 19 años
- Verdeborgo Vladislav - 15 años
- Kerova Alina - 16 años
- Lysenko Ruslan - 17 años
- Juraev Ruden - 17 años
- Lazarev Vladislav - 19 años
- Aleksey lavrynovich - 19 años
- Florensky Nikita - 16 años
- Pipenko Danil - 16 años
- Severest Daria - 16 años
- Moiseenko Alexander - 46 años, Profesor
- Baklanova Anastasia - 27 años, Profesor
- Baklanova Svetlana - 57 años, Profesor
- Kudryavtseva Larisa - 62 años, Profesor
- Boldina Ksenia - 17 años
- Demchuk Victoria - 17 años, murió en el hospital
- Roslyakov Vladislav Igorevich - 18 años, Perpetrador

## Perpetrador
El atacante fue identificado como Vladislav Roslyakov de 18 años de edad. Estudió hasta el cuarto año en el instituto donde perpetró el ataque.
Se sospecha que Roslyakov había desarrollado una actitud hostil hacia la universidad. Según declaraciones de uno de sus amigos, Roslyakov "odiaba mucho la escuela técnica" y había jurado "venganza" a sus maestros.

## Reacciones
El presidente ruso Vladímir Putin y el presidente egipcio Abdelfatah Al-Sisi, en una declaración conjunta a la prensa sobre los resultados de la reunión bilateral, conmemoraron a las víctimas de Kerch con un minuto de silencio. La canciller alemana, Angela Merkel, y el presidente de Bielorrusia, Alexander Lukashenko, expresaron sus condolencias por la masacre. El presidente de Ucrania, Petro Poroshenko, en la reunión con la delegación de Ucrania en la Asamblea Parlamentaria del Consejo de Europa, expresó sus condolencias a los ucranianos que perdieron a conocidos en Kerch. Los días 18, 19 y 20 de octubre en la República de Crimea y Sebastopol se declaran días de luto por las víctimas de la tragedia.